# Pseudobrephos
Pseudobrephos is een geslacht van vlinders van de familie spanners (Geometridae), uit de onderfamilie Ennominae.

## Soorten
- P. baynei Prout, 1910
- P. costiplaga E.D. Jones, 1921